# 雪莉種植園

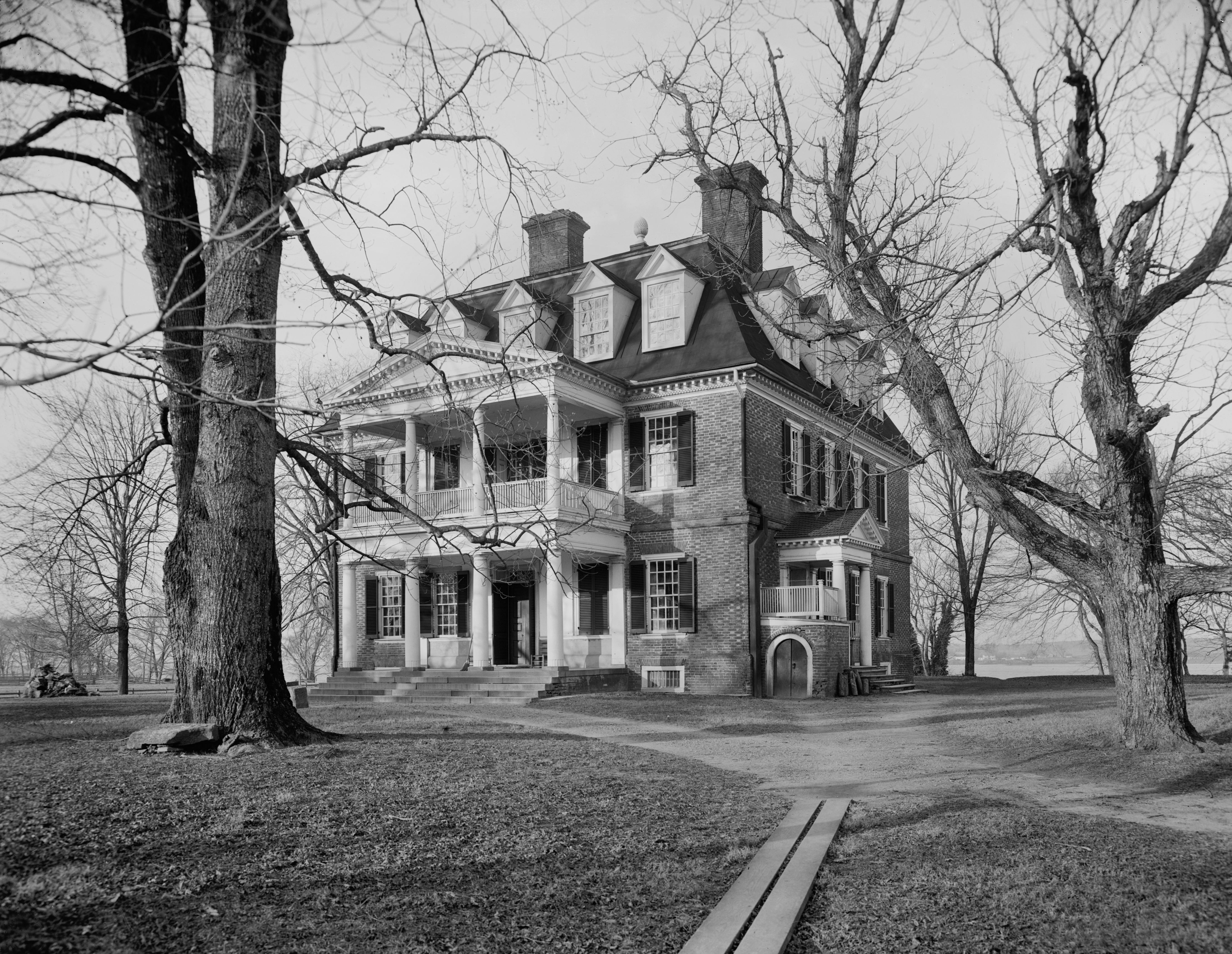

雪莉種植園（Shirley），位於查爾斯市縣的詹姆斯河的北部，維吉尼亞。它附近是維吉尼亞州際高速公路5，運行在獨立城市里士滿和威廉斯堡之間的一條風景小路。

## 歷史
雪莉種植園1613年被安定，是在維吉尼亞最古老的種植園和在北美洲最古老的擁有這事務的家庭，建於1638年。自1738年以後，這種植園就一直由Hill和他們的後裔管理。1793年出生在雪莉種植園的有聯盟國將軍羅伯特·李的母親。雪莉種植園被選定為全國歷史性古蹟。

## 外部連結
- Shirley Plantation （页面存档备份，存于）